# ザ・ウェディング・プレゼント
ザ・ウェディング・プレゼント(The Wedding Present)（略称TWP／愛称Weddoes）はイギリスのロックバンド。1984年に解散したThe Lost Pandasを母体とし、フロントマンのデイヴィッド・ルイス・ゲッジ（David Lewis Gedge）を中心に彼が通っていた英リーズ大学の友人が集まって1985年初頭に結成された。

## 略歴
1985年5月に自主レーベルReceptionを設立し、シングル"Go Out and Get 'Em Boy!"でデビュー。BBC Radio 1のベテランDJ、ジョン・ピールがいち早くそのシングルを自身の「ジョン・ピール・ショー」で紹介し、その後も熱心なファンとして彼らを支持。どんなにテンポの速い曲でもブレのないバンドのタイトな演奏ぶりはもちろんの事、一貫して複雑な一筋縄ではいかない恋愛模様を描き続けるそのソングライター、デイヴィッド・ルイス・ゲッジの歌詞で、番組のリスナーを中心にインディーズ・シーンで人気を集めていく事となる。
1987年10月にはマンチェスター・ユナイテッド往年の名サッカー選手だった故ジョージ・ベスト氏の写真と名前を使用したデビュー・アルバム『George Best』、1988年には初のコンピレーション・アルバム『Tommy』と順調にリリースを重ね、ギミックの少ない楽曲そのもので勝負するアグレッシブなライヴ・ステージも話題となり、1989年初頭に発表された英音楽誌New Musical Expressの読者人気投票では、世界的な人気バンドR.E.M.やU2などを抑えて堂々のNo.1に選出。同年にはメジャー・レーベルRCAレコードとの契約も発表され、その移籍第一弾としてBBC Radio 1「ジョン・ピール・ショー」で披露したウクレイニアン・フォーク・スタイルのレディオ・セッションをまとめた企画アルバム『Ukrainski Vistupi V Johna Peela』を発表。本作が全英アルバムズ・チャートの最高位22位を記録する予想外のヒットとなる。その後10月に発表したオリジナルとしては2作目となる『ビザーロ（Bizarro）』もヒット（全英アルバムズ・チャート最高位22位）。1991年5月には、当時まだ知る人ぞ知る存在だった米インディーズ界の大物アーティストでエンジニアのスティーヴ・アルビニ（Steve Albini）をエンジニアに迎えたオリジナルとしては3作目となる『シーモンスターズ（Seamonsters）』をリリース。本作品は全英アルバムズ・チャートの最高位13位を記録し、この順位は現在もなおバンド史上最高位となっている。翌年1992年には1年間かけて毎月第1月曜日に7インチ・アナログ盤のフォーマットで、しかも1万5千枚の限定生産でA面新曲、B面カヴァー曲のニュー・シングルをリリースしていくという『The Hit Parade』シリーズを発表。当時Sub PopやK、Blast Firstなどのインディーズ・レーベルが展開していた7インチ・シングルズ・クラブにアイデアの着想を得たこのプロジェクトは、発表された全12枚が全英シングルズ・チャートTOP 30内にランクインし、当時エルヴィス・プレスリーが保持していた年間最高ランクイン枚数記録に肩を並べるという大ヒットを記録した。
創作的にも商業的にもピークを迎えたこのRCAレコードを離れ、その後1994年にはオリジナルとしては4作目となるアルバム『ワツシ（Watusi）』（全英アルバムズ・チャート最高位47位）、1996年にはコンセプト・ミニ・アルバム『ミニ（Mini）』（全英アルバムズ・チャート最高位40位）、『サターネイリア（Saturnalia）』（全英アルバムズ・チャート最高位36位）を立て続けにリリース。メンバー・チェンジを重ねながらも活動を続けていき、音楽的にはさらなる成熟と成長の跡を見せていくが、商業的には以前ほどの成功を得る事が出来ず、1997年1月には一旦活動休止。フロントマンのデイヴィッド・ゲッジは翌年1998年に当時の恋人でありバンドのスタッフでもあったサリー・マーレル（Sally Murrell）と共に別ユニット、シネラマ（CINERAMA）を開始する。
当初はバンド休止中の間のポップなソロ・プロジェクトとしての位置付けのシネラマであったが、1999年には1997年のTWP活動休止時点のギタリストであったサイモン・クリーヴも合流。ライヴ・バンドとしてのツアー・サーキットも繰り返し、6年に渡りその活動が本格化。最終的にはTWPとさほど指向性の変わらないギター・ロック・バンドへと変化を遂げて行く事となる。それに加え、1997年の活動休止時点のTWPのメンバーたちが再始動に否定的であった事、またデイヴィッド・ゲッジとサリー・マーレルのプライベートでの破局も契機となり、2004年4月、当時のシネラマの4人のメンバーのまま、ザ・ウェディング・プレゼントとしての新作アルバムの制作に着手し、そのまま現在のTWPの活動へとシフトしていく事となる。
2004年11月に再始動第一弾作品となるシングル「Interstate 5」をシネラマ時代から運営していた自主レーベル、Scopitonesから発表。翌2005年2月にはアルバム『テイク・ファウンテン（Take Fountain）』を発表。その後3年あまりの間、英国、欧州、北米を中心に精力的にツアーを繰り返す。2008年1月には1991年の『Seamonsters』をはじめ、シネラマ時代にもタッグを組んだスティーヴ・アルビニと共にスタジオ入り。そのアルバム『El Rey』は2008年5月にリリースされている。2010年には『Bizarro』発売21周年記念ツアーを敢行。同ツアーから日本での唯一の来日公演を収録した『Bizarro: Live in Tokyo, 2010』を2011年2月にリリース。2012年3月には、Adeleの世界的なヒット作『21』を手がけ、第54回グラミー賞を受賞したAndrew Schepsをミキシング・エンジニアに迎えた『Valentina』を発表。同月から『Seamonsters』発売21周年記念ツアーと銘打った世界規模のライヴツアーを展開。2016年9月には前作『Valentina』ではミキシング・エンジニアを務めたAndrew Schepsを全面的に共同プロデューサーを迎えたスタジオ・アルバム『Going, Going...』を発表した。
2019年11月のツアーからSleeperのメンバーでもあるギタリストJon Stewartが加入。2022年は『The Hit Parade』シリーズ以来30年ぶりとなる月刊7インチ・シングル・シリーズ『24 Songs』を展開した。

## ディスコグラフィー

### スタジオ・アルバム
- George Best (1987)
- Bizarro (1989)
- Seamonsters(1991)
- Watusi (1994)
- Mini (1996)
- Saturnalia (1996)
- Take Fountain (2005)
- El Rey (2008)
- Valentina (2012)
- Going, Going... (2016)
- George Best 30 (2017)
- Tommy 30 (2019)
- Locked Down And Stripped Back (2021)
- Locked Down And Stripped Back Volume Two(2022)

### コンピレーション・アルバム
- Tommy (1988)
- Hit Parade 1 (1992)
- Hit Parade 2 (1993)
- Singles 1989-1991 [2CD] (1999)
- Singles 1995-1997 (1999)
- The Hit Parade [本プロジェクトの全AB面を収めた2CDリマスター](2003)
- Search for Paradise: Singles 2004-05 [CD+DVD](2006)
- Ye Ye (The Best of the RCA Years) (2007)
- How The West Was Won [4EP BOX SET] (2008)　※1,000セット限定
- '24 Songs' : The Album (2023)

### BBCセッション・アルバム/EP
- Ukrainski Vistupi V Johna Peela (1989)
- John Peel Sessions 1987-1990 (1993)
- Evening Sessions 1986-1994  (1997)
- John Peel Sessions 1992-1995 (1998)
- Ukrainian John Peel Sessions [Ukrainski Vistupi V Johna Peelaのリマスター再発盤] (2000)
- The Complete Peel Sessions [6CD] (2007)

※上記『Evening Sessions 1986-1994』収録分以外は全てこのボックス・セットに網羅されている。
- Marc Riley Sessions Volume 1 (2016)
- Marc Riley Sessions Volume 2 (2017)
- Huw Stephens Session (2018)
- Marc Riley Sessions Volume 3 (2019)
- The Complete Ukrainian John Peel Sessions [Ukrainski Vistupi V Johna Peelaのリマスター再発盤] (2019)
- Marc Riley Sessions Volume 4 (2020)
- Shaun Keaveny Session (2020)
- Marc Riley Sessions Volume 5 (2025)

### ライヴ・アルバム
- LIVE 1987 [2CD／初期公式ブートレグ・カセット1＆2巻のCD化] (2007)
- Shepherd's Bush Welcomes The Wedding Present (2007)
- Live in Leeds [ダウンロード限定販売] (2010)
- LIVE 1988 [2CD／初期公式ブートレグ・カセット3＆4巻のCD化] (2010)
- Bizarro : Live in Tokyo, 2010 [ダウンロード限定販売] (2010)
- LIVE 1989 [2CD／初期公式ブートレグ・カセット5＆6巻のCD化] (2010)
- Bizarro : Live in Tokyo, 2010 [2CD版] (2011)
- LIVE 1990 [2CD／初期公式ブートレグ・カセット7＆8巻のCD化] (2012)
- LIVE 1991 [2CD／初期公式ブートレグ・カセット9＆10巻のCD化] (2012)
- LIVE 1992 [2CD／初期公式ブートレグ・カセット11巻+未発表ステージ音源のCD化] (2013)
- LIVE 1993 [2CD／初期公式ブートレグ・カセット12巻+未発表ステージ音源(同年3月の東京公演)のCD化] (2016)
- LIVE 2007 (2017)
- LIVE 2017 [Part 2](2019)
- LIVE 2010 : Bizarro Played Live in Germany (2019)
- Live 2012 : Seamonsters Played Live In Manchester (2021)
- Live 1994 (2024)

### シングル
- Go Out and Get 'Em Boy! (1985)
- Once More (1986)
- Don't Try and Stop Me Mother![上記2枚のシングルをまとめた12インチ盤] (1986)
- You Should Always Keep In Touch With Your Freinds / This Boy Can Wait! [両A面] (1986)
- My Favourite Dress (1987)
- Anyone Can Make A Mistake (1987)
- Nobody's Twisting Your Arm (1988)
- Why Are You Being So Reasonable Now? (1988)
- Kennedy (1989)
- Brassneck (1990)
- 3 Songs EP (1990)
- Dalliance (1991)
- Lovenest (1991)
- Blue Eyes (1992)
- Go-Go Dancer (1992)
- Three (1992)
- Silver Shorts (1992)
- Come Play With Me (1992)
- California (1992)
- Flying Saucer (1992)
- Boing! (1992)
- Loveslave (1992)
- Sticky (1992)
- The Queen Of Outer Space (1992)
- No Christmas(1992)
- Yeah Yeah Yeah Yeah Yeah (1994)
- It's A Gas (1994)
- Sucker (1995)
- 2,3, Go (1996)
- Montreal (1997)
- Interstate 5 (2004)
- I'm From Further North Than You (2005)
- Ringway to Seatac (2005)
- The Thing I Like Best About Him is His Girlfriend [ダウンロード販売のみ](2008)
- Holly Jolly Hollywood [ダウンロード販売のみ](2008)
- You Jane [ダウンロード販売のみ](2012)
- 4 Chansons EP (2012)
- 4 Songs EP [ドキュメンタリー・ブック"Valentina: The Story of a Wedding Present Album"ボーナス・ダウンロード音源] (2012)
- 2 Chansons (2013)
- 4 Lieder EP (2013)
- Two Bridges [英ツアー会場限定販売7インチ] (2013)
- EP 4 Can (2014)
- Bear [ダウンロード販売のみ](2016)
- The Home Internationals EP (2017)
- White Riot / The Name Of The Game (2018)
- Davni Chasy (2019)
- Jump In, The Water's Fine (2019)
- 24 Songs - Single One (2022)
- 24 Songs - Single Two (2022)
- 24 Songs - Single Three (2022)
- 24 Songs - Single Four (2022)
- 24 Songs - Single Five (2022)
- 24 Songs - Single Six (2022)
- 24 Songs - Single Seven (2022)
- 24 Songs - Single Eight (2022)
- 24 Songs - Single Nine (2022)
- 24 Songs - Single Ten (2022)
- 24 Songs - Single Eleven (2022)
- We All Came From The Sea [Utah Saints Remix] (2022)
- 24 Songs - Single Twelve (2022)

### ビデオ・ソフト
- *(S)Punk (1990)
- Dick York's Wardrobe (- The Hit Parade Videos)  (1993)

### DVDソフト
- An Evening With The Wedding Present  (2008)
- Dick York's Wardrobe (- The Hit Parade Videos) (2009／再発)
- Drive (2011)
- Something Left Behind (2019)

### その他の公式作品
- The Peel Session EP (1986)
- Radio 1 Sessions: The Evening Show EP  (1988)

いずれも英Strange Fruits社から発売されていたEPシリーズの1つとして発売。前者収録分の4曲は6枚組ボックスセット『The Complete Peel Sessions』に、後者収録分の4曲は『Evening Sessions 1986-1994』に収録されている。

### 非公式のコンピレーション
- Hit Parade 3  (1993)

フランスのRCAがバンド側に無許可で制作した6曲入りCD。The Hit Paradeシリーズの一環である様なタイトルながら、実際には本シリーズに無関係の楽曲が大半を占める。
- Registry[4CD Box]  (1999)

当時契約していた英Cooking Vinylがバンド側に無断で発売したCDボックス。内容は同社が権利を持つ『George Best』、『Tommy』、『Mini』、『Saturnalia』をそのまま外箱に収納した、いわゆる抱き合わせ販売商品。